# 新潟県立小出高等学校
新潟県立小出高等学校（にいがたけんりつ こいでこうとうがっこう、英称：Niigata Prefectural Koide High School）は、新潟県魚沼市に所在する県立高等学校である。

## 概要

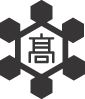
校章

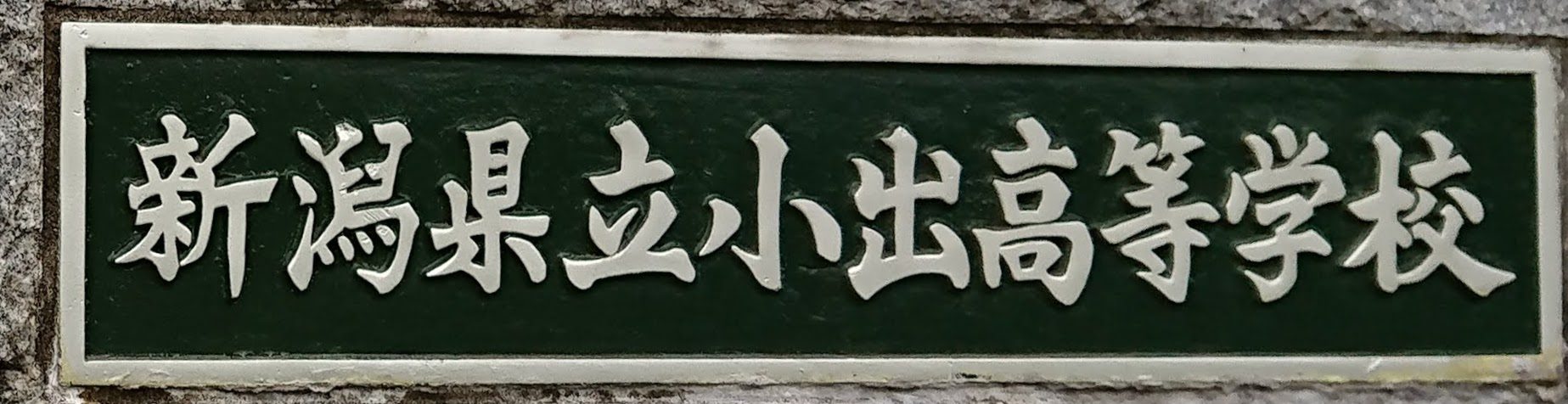
学校表示

本校の起源は1948年に開校した小千谷高校小出分校設置に遡る。1952年に小出高校として独立した後、町立や組合立への数度の移管を経て、1959年に県立高校となる。
2018年に創立70周年を迎えた。

### 校章
制定：1953年（昭和28年）
制作：星襄一（版画家・小出町出身）
意匠は雪華の形を表現している。

### エンブレム
制定：1994年（平成6年）

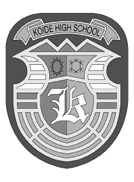
制服のエンブレム

制作：小出高校 美術科 教諭、現：小出高校 美術科 非常勤講師
学生服に代わり1994年度より改定された新制服のエンブレム用としてデザインされた。
学生服時代には金属製の校章バッヂが制定品に設定されていたが、ブレザーの導入にあたり廃止された。（校章はブレザーのボタン部の意匠に採用）
意匠には小出地区の自然に囲まれた風景と生徒のイメージとを見立て、ライトブルーとグリーンの2色を採用し、楯の中心部には校名の頭文字「K」を配置し、山や川のほか水田や太陽、さらには雪景色をデザインに取り入れている。

## 設置課程
- 全日制課程
  - 普通科（4学級）

### 廃止された設置課程
- 全日制課程
  - 商業科（募集停止：1973年度・廃止：1975年度）
- 定時制課程
  - 普通科（募集停止：2004年度・廃止：2007年度）

## 沿革
- 1948年6月2日 - 新潟県立小千谷高等学校・小出分校（定時制昼間部）として開校・創立する。所在地は新潟県 小出町 大字 小出島241番地。
- 1952年3月31日 - 新潟県小出町立小出高等学校として独立する。
- 1952年9月1日 - 校歌が制定される。
- 1953年 - 校章が制定される。
- 1955年1月18日 - 学校組合へ移管され、新潟県組合立小出高等学校へ改称する。
- 1955年4月1日 - 全日制の普通科を開設し、定時制の昼間部の募集を停止する。
- 1958年7月3日 - 体育館が竣工する。
- 1959年 - 県へ移管され、新潟県立小出高等学校へ改称する。
- 1961年4月11日 - 第2棟：特別教室が竣工する。
- 1964年11月17日 - 第3棟：校舎が竣工する。
- 1967年11月30日 - 創立20周年記念式典が挙行され、創立20周年記念誌が刊行される。
- 1971年5月31日 - 第2体育館が竣工する。
- 1971年12月9日 - プールが竣工する。
- 1973年4月1日 - 全日制の商業科の募集を停止する。
- 1975年 - 商業科を閉科し、堀之内高等学校に商業科を移管する。
- 1981年7月15日 - 青島地内に新校舎の建設を着工する。
- 1982年7月15日 - 現在の校舎が竣工する。
- 1983年2月18日 - 体育館が竣工する。
- 1983年7月23日 - 魚野川の改修により、現在地に移転する。所在地は小出町大字青島810番地4号。
- 1983年10月29日 - 新校舎竣工式典および創立35周年記念式典を挙行し、記念誌「あゆみ」が刊行される。
- 1984年2月20日 - 小体育館が竣工する。
- 1987年5月2日 - プールが竣工し、記念式典が挙行される。
- 1989年5月6日 - セミナーハウス「水明館」開館。
- 1994年4月1日 - 今年度入学生より緑を基調としたブレザータイプの制服に改訂する。（現行）
- 1998年10月31日 - 創立50周年記念式典を挙行する（於：小出郷文化会館）。創立記念事業誌「明日~TOMORROW」を刊行し、記念事業の一環で運動部室を竣工する。
- 2004年4月1日 - 定時制課程の募集を停止する。
- 2007年3月31日 - 定時制を閉課する。
- 2008年 - 創立60周年を迎える。
- 2011年4月6日 - 全日制課程：普通科・5学級入学
- 2018年10月27日 - 創立70周年を迎える。

## 学校行事
- 4月 - 入学式
- 5月 - 中間考査
- 6月 - 体育祭
- 7月 - 期末考査・クラスマッチ・夏季補習
- 8月 - 始業式・夏季補習
- 9月 -
- 10月 - 文化祭・2年修学旅行（沖縄県方面）・中間考査・マラソン大会
- 11月 - 期末考査
- 12月 - 期末考査・クラスマッチ
- 1月 - センター試験・学年末考査（3年）
- 2月 - 推薦入試・国立大学2次試験
- 3月 - 学年末考査（1・2年）・卒業式・一般入試

## 部活動

### 運動部
- スキー部

インターハイ常連、新潟国体強化指定。スキー場が近く競技環境に恵まれている。
全国高等学校スキー大会において、女子学校対抗で1979年度(第29回)、2007年度(第57回)、2012年度(第62回)に優勝経験があり、クロスカントリー男子リレーでは2016年度(第62回)に優勝した。
- 陸上部

北信越大会・インターハイ常連、新潟国体強化指定。
駅伝では全国高等学校駅伝競走大会へ男子は4度(1968年、1969年、1972年、1974年)の出場実績がある古豪で、1972年の同大会で浅井利雄が記録した5区((3.0km) 河原町寺町⇒烏丸紫明)の区間記録(8分22秒)は全区間で最も古く50年近く更新されていない。
- 野球部

2007年の第89回全国高等学校野球選手権新潟大会では25年ぶりのベスト8。2008年の第90回全国高等学校野球選手権新潟大会でも前年同様ベスト8入りを果たしている。
- 剣道部
- 柔道部
- 登山部
- バレーボール部
- バスケットボール部
- テニス部
- サッカー部
- 卓球部
- バドミントン部

### 文化部
- 吹奏楽部

渡辺謙(俳優)、星野究(トランペット奏者)が所属した。
- 文芸部
- 美術部

日本画家の早津剛が教員時代に顧問をつとめた。
- 演劇部
- 福祉クラブ「つなゆだ」
- 写真部

## 著名な出身者
- 高橋逸郎（1966年卒：NASPAニューオータニ取締役・総支配人）
- 井口成人（1969年卒：俳優・声優）
- 内田幹夫（1974年卒：政治家・新潟県魚沼市長）
- 小幡キヨ子（現姓：大井）（1976年卒：鬼太鼓座団員・女子マラソン元日本記録保持者）
- 渡辺謙（1978年卒：俳優）
- 星野究（1981年卒：トランペット奏者、日本フィルハーモニー交響楽団 首席奏者）
- 高波礼子(1981年卒：声楽家・藤原歌劇団正団員・ソプラノ日本演奏連盟会員)
- 大桃美代子（1984年卒：女優）
- 清水秀一（1984年卒:気象予報士・防災士）
- 皆川雄二（1985年・定時制中退：政治家・新潟県議会議員）
- 田中友理恵（2006年卒：平昌五輪・バイアスロン女子出場）
- おばたのお兄さん（2007年卒：お笑いタレント）

### 著名な教職員
- 田嵜芳作（第16代校長・作家・詩人）

## 交通・アクセス方法
- JR東日本（上越線・只見線）小出駅より南へ約1.6 km[2]（徒歩：約20分[2]）